# アナスタシア/光・ゆらめいて
『アナスタシア/光・ゆらめいて』（Anastasia: The Mystery of Anna）は、1986年のテレビ映画。アメリカ合衆国、オーストリア、イタリア合作。原作はピーター・カースの『The Riddle of Anna Anderson』である。元々は二部構成で放送された。

## ストーリー
物語はまず1916年12月、ロシア革命勃発直前から始まり、二月革命によるロシア皇帝ニコライ2世の退位、シベリアへの皇帝一家の強制移送、ボリシェヴィキによる政権掌握、1918年7月17日のエカテリンブルクにおける残虐な一家虐殺の場面などを描く。その後はアンナ・アンダーソンが殺害されたはずのニコライ2世の末娘アナスタシア皇女であるという前提で、アンダーソンを中心にストーリーが展開される。まず、アンダーソンが1920年代初頭に亡命先のベルリンで自殺未遂を起こした話が伝えられる。他の家族を殺害された後に彼女が脱出したという話に多くのロシア人亡命者が喜び、信じようとした。彼女は徐々に人々の信頼を獲得するが、ロマノフ家の親戚は彼女の話を信じることに非常に抵抗があり、公的に詐称者としてアンダーソンを非難した。映画はアンダーソンがアナスタシアと認めてもらうために西ドイツの裁判所にロマノフ家を訴えることを決めた場面で最高潮に達したが、彼女がアナスタシアであることは証明されなかった。

## キャスト
- アンナ・アンダーソン - エイミー・アーヴィング
- キリル大公 - レックス・ハリソン
- マリア皇太后 - オリヴィア・デ・ハヴィランド
- エーリッヒ王子 - ジャン・ニクラス（英語版）
- セルジュ・マルコフ - ニコラス・サロヴィ
- ダリヤ・ロマノフ - スーザン・ルッチ
- イザベル・フォン・ザルツブルク - エルケ・ソマー
- ハウザー博士 - エドワード・フォックス
- アレクサンドラ皇后 - クレア・ブルーム
- ニコライ2世 - オマー・シャリフ
- アナスタシア大公女 - ジェニファー・ダンダス（英語版）
- アレクセイ皇太子 - クリスチャン・ベール

## 主な受賞
- エミー賞：作品賞 (ミニシリーズ部門)ノミネート、音楽賞（ミニシリーズ部門）、衣装デザイン賞（ミニシリーズ部門）
- ゴールデングローブ賞：助演男優賞（ミニシリーズ・テレビ映画部門）、助演女優賞（ミニシリーズ・テレビ映画部門）